# Янів Софія
Софія Янів (Мойсейович) (псевдо «Мошко», «Смерека») (17 листопада 1908, Львів — 20 жовтня 2006, Франція) — українська громадсько-політична і культурна діячка, вчений, педагог (також у діаспорі). Дружина Володимира Яніва. Член-кореспондент НТШ, почесний доктор УВУ.

## Життєпис
Народилась у 1908 році, в сім'ї львівського адвоката Осипа Мойсейовича.
Вступила до Пласту, в курінь «Ті, що греблі рвуть», де була виховницею і курінною. 
Навчалася в Академії фізичного виховання імені Юзефа Пілсудського у Варшаві, яку закінчила в 1933 році.
Працювала спільно із Ярославом Раком редактором спортивно-ідеологічного органу Українського спортового союзу «Готові» (1934–1935).
З 1927 року член УВО, згодом ОУН і член її Крайової Екзекутиви на Західно Українських Землях (1934–1935), де обійняла посаду референта жіноцтва.
В'язень польських тюрем, вперше заарештована в листопаді 1928 року за участь в демонстрації на відзначення 10-річчя заснування ЗУНР. Пізніше опікун політичних в'язнів у Польщі і Генеральній Губернії (1939–1942).
З 1947 р. у Мюнхені співробітниця НТШ (Інституту Українських Національних Дослідів), референтка юначок при булаві пластунок у Німеччині (1947–1949). Член редакційної колеґії перших двох томів Енциклопедії Українознавства та її незмінний науковий секретар (з 1947 р.): координатор праці, редактор і співредактор зокрема культурологічних відділів (також в АЕУ 2, тт. 1 — 2); автор статей і нотаток.
Співорганізатор Музею Українського Католицького Університету в Римі і його перший директор (1963–1972).
Залишок життя прожила у будівлі НТШ, м. Сарсель, Франція. Померла у 2006 році; відспівана у соборі святого Володимира Великого, похована поруч із чоловіком, Володимиром.